# Georges Barthélemy (homme politique, 1882-1933)
Pour les articles homonymes, voir Georges Barthélemy et Barthélemy.
Georges Barthélemy est un homme politique français né le 1er novembre 1882 à Séranvillers (Nord) et mort le 3 mai 1933 à Villemomble (Seine).

## Biographie
Militaire dans l'armée coloniale, puis administrateur civil des colonies, il revient au ministère des Colonies en 1907 et devient secrétaire de Raoul Briquet, député du Pas-de-Calais en 1910. Également journaliste, il est syndic de la presse coloniale. 
Aviateur pendant la Première guerre mondiale, il est élu député SFIO du Pas-de-Calais en 1919.
En 1923, il prit, avec Candace et Diagne, auprès de Poincaré, président du Conseil, la défense de Français noirs victimes de discriminations dans Paris suscitées par des touristes américains. Ayant quitté la SFIO en 1923, il se présente aux législatives de l'année suivante comme candidat indépendant dans l'Indre, mais n'est pas élu. Il abandonne alors la vie politique.

## Sources
- « Georges Barthélemy (homme politique, 1882-1933) », dans le Dictionnaire des parlementaires français (1889-1940), sous la direction de Jean Jolly, PUF, 1960 [détail de l’édition]
- Dictionnaire biographique du mouvement ouvrier français, notice d'Yves Le Maner